# Copertino
Copertino est une ville italienne de la province de Lecce, dans la région des Pouilles.

## Administration
| Période                                  | Période  | Identité         | Étiquette                    | Qualité |
| ---------------------------------------- | -------- | ---------------- | ---------------------------- | ------- |
| 26/06/2009                               | En cours | Giuseppe Rosafio | Centro-destra (Centre droit) |         |
| Les données manquantes sont à compléter. |          |                  |                              |         |

### Communes limitrophes
Arnesano, Carmiano, Galatina, Lequile, Leverano, Monteroni di Lecce, Nardò, San Pietro in Lama